# 玉皇庙乡 (平舆县)
玉皇庙乡，是中华人民共和国河南省驻马店市平舆县下辖的一个乡镇级行政单位。

## 行政区划
玉皇庙乡下辖以下地区：
玉皇庙村、余坡村、学佃村、范寨村、郑营村、王楼村、唐庄村、大宋村、曾庄村和韩寨村。